# 1520 w literaturze
Wydarzenia literackie w 1520 roku.

## Urodzili się
- Hernando de Acuña – poeta hiszpański
- Pernette Du Guillet – poetka francuska (data przypuszczalna)
- William Lauder – szkocki poeta